# Елизабет Унгарска (1236-1271)
Елизабет (Ержбета) Унгарска (на унгарски: Árpád-házi Erzsébet; на немски: Elisabeth von Ungarn; * 1236, † 24 октомври 1271) от династията Арпади, е принцеса от Унгария и чрез женитба херцогиня на Бавария.

## Биография
Дъщеря е на унгарския крал Бела IV (1206 – 1270) и съпругата му Мария Ласкарина (1206 – 1270), дъщеря на никейския император Теодор I Ласкарис († 1222) и първата му съпруга принцеса Анна Комнина Ангелина (1175 – 1212).
Елизабет се сгодява през 1247 и се омъжва през 1250 г. за Хайнрих XIII (1235 – 1290), херцог на Бавария и пфалцграф на Рейн, от 1255 г. като Хайнрих I първият херцог на Долна Бавария.
Елизабет умира на 35-годишна възраст. Погребана е в манастир Зелигентал.

## Деца
Елизабет и херцог Хайнрих XIII имат десет деца:
- Агнес (1254 – 1315), монахиня в манастир Зелигентал
- Агнес (1255 – 1260)
- Агнес (1256 – 1260)
- Елизабет Баварска (1258 – 1314), умира като монахиня в манастир Зелигентал
- Ото III (1261 – 1312), ∞ 1279 във Виена за Катарина Хабсбургска (1256?–1282), дъщеря на Рудолф I
- Хайнрих (1262 – 1280)
- София (1264 – 1284), ∞ 1277 в Ландсхут за Попо VIII фон Хенеберг (1279 – 1291)
- Катарина (1267 – 1310), ∞ 1277 за Фридрих Тута (1269 – 1291), маркграф на Лужица и маркграфство Майсен
- Лудвиг III (1269 – 1296), ∞ 1287 г. за Изабела († 1335), дъщеря на лотарингския херцог Фридрих III. Те нямат деца.
- Стефан I (1271 – 1310), ∞ 1297 за Юта (Юдит) фон Швайдниц (1285/87 – 1320), дъщеря на херцог Болко I